# D 080 (Türkei)
Die Straße D 080 (Devlet yolu 080) ist eine 239 km lange Straße im Osten der Türkei. Sie führt von Horasan (Provinz Erzurum) generell nach Osten zur Grenze zwischen Aserbaidschan und der Türkei (Grenzübergang Dilucu zur aserbaidschanischen Exklave Autonome Republik Nachitschewan).

## Verlauf
Die Straße beginnt im Westen in Horasan an der D 100 und folgt etwa dem Fluss Aras nach Osten. Sie trifft dabei bei Karakurt (bis hier zugleich Europastraße 691) auf die von Kars kommende D 957 und bei Kağızman auf die D 965, mit der die über 18 km gemeinsam verläuft. Kurz vor der Grenze zu Armenien bei Aşağıçıyrıklı trifft die ebenfalls von Kars kommende D 70 auf sie. Die Straße setzt sich zur Provinzhauptstadt Iğdır fort, wo die D 975 nach Doğubayazıt abzweigt, führt (ab hier als Teil der Europastraße 99) über 14 km gemeinsam mit der D 977, die sich zur derzeit (2024) gesperrten Grenze zwischen Armenien und der Türkei fortsetzt, nach Karakoyunlu. Dort trennt sie sich von der D 977 und folgt weiter in einigem Abstand dem Lauf des Aras, der zunächst die Grenze zu Armenien und schließlich zur aserbaidschanischen Republik Nachitschewan bildet. Beim Grenzübergang Dilucu (Dilucu Sınır Kapısı) führt sie über die 286 m lange Brücke Umut Köprüsü in das Nachbarland (einziger Grenzübergang Türkei – Aserbaidschan), wo sie in die aserbaidschanische M7 übergeht.